# جوهر فائز
جوهر فائز (27 سبتمبر 1986 في باكستان - ) هو لاعب كريكت باكستاني.

## وصلات خارجية
- جوهر فائز على موقع إي آس بي آن كريك إنفو (الإنجليزية)